# 瀬底浜

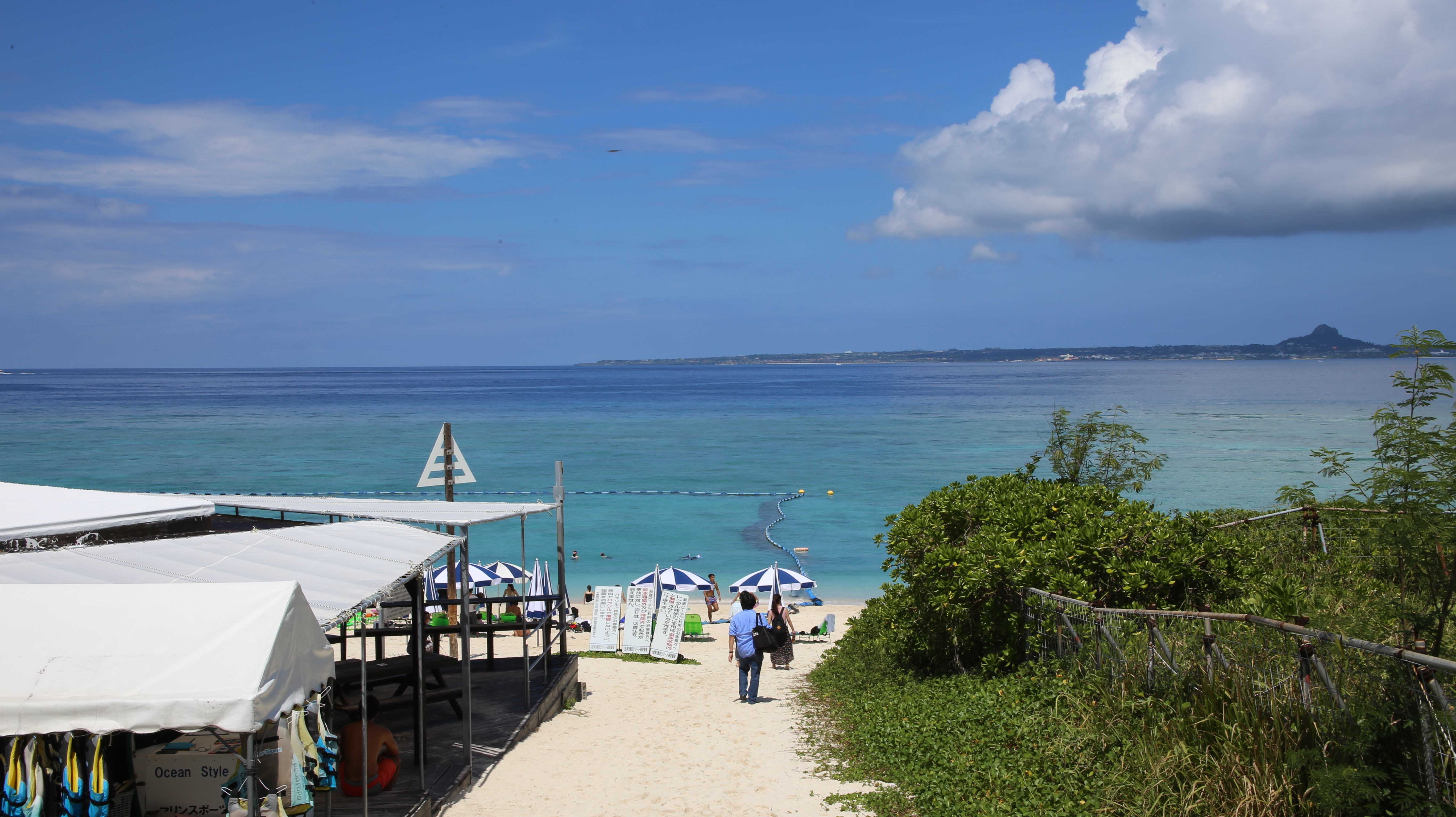
瀬底浜の様子（2017年9月9日撮影）

瀬底浜（せそこはま）は、沖縄県国頭群本部町瀬底にある全長約800メートルの海岸である。別名クンリ浜。

## 概要
瀬底浜は瀬底島の西側にあり、海岸からみて西側には水納島、伊江島。北側にはアクアポリス、海洋博記念公園がある。
海の前面は水深1～2メートル。広大なサンゴ礁の海であり、島の人たちの海幸の場であると同時に、夏になると近隣や那覇、中頭からの海水浴客で賑わう海水浴場である。
マリンスポーツとして、バナナボート、シュノーケリング、ダイビング、ジェットスキーなどが体験できる。
浜の東方には3～4メートル程の砂丘状になり、アダンや木麻黄が植えられている。これは日陰と防風、防潮、防砂林としての役割を果たしている。

## 開発

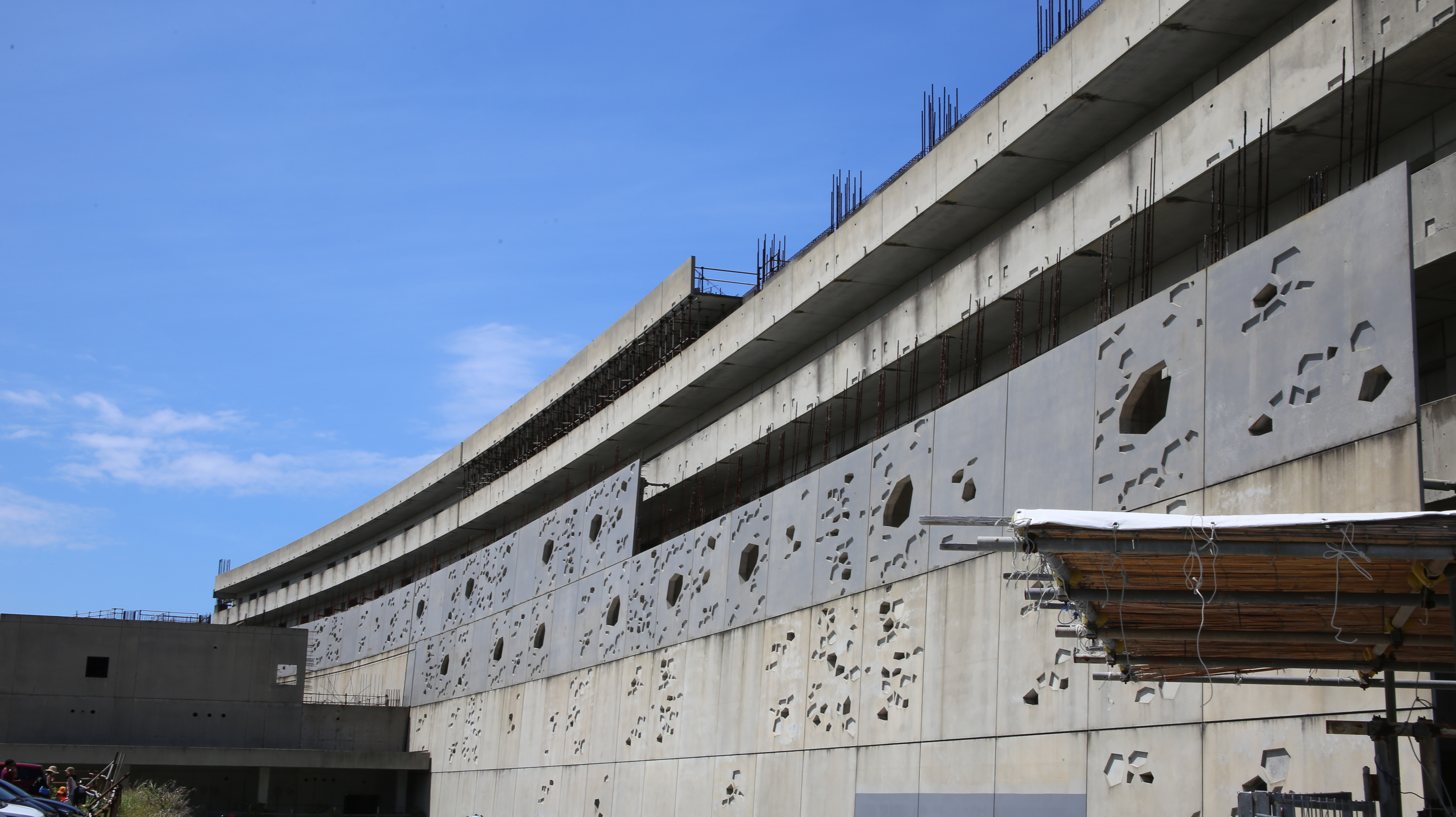
瀬底浜横、廃墟の様子（2017年9月9日撮影）

バブル景気の時代に、瀬底浜付近にホテルを建設しようと計画が立案された。しかし2008年にリーマン・ショックによる金融危機に陥り、この計画を推進していた建設会社が相次いで倒産し、建設半ばのままこの計画は頓挫し、鉄筋等が剥き出しのまま放置されていた。しかし、2015年（平成27年）に株式会社森トラストがこの土地を買収し、2020年（令和2年）にヒルトンのホテルである「ヒルトン沖縄瀬底リゾート」、2021年（令和3年）にヒルトン・グランド・バケーションズのタイムシェアである「ザ・ビーチリゾート瀬底 by ヒルトンクラブ」が開業した。将来的には本リゾートと沖縄美ら海水族館と合わせ、営業開始から5年以内に600万人以上の集客を見込んでいる。

## 周辺施設
- 沖縄美ら海水族館
- 海洋博記念公園

## アクセス
- 那覇空港から車で約2時間
- 名護バスターミナルからバスで約40分